# Ялапа
Ялапа, также ялапа настоящая (лат. Ipomoea jalapa), ипомея слабительная (Ipomoea purga) — многолетнее травянистое растение из рода Ипомея (Ipomoea) семейства Вьюнковые (Convolvulaceae). Лекарственное растение, из его корней изготовляют слабительное средство.

## Этимология
Научное название рода «ипомея» образовано от греческих слов ips, означающего «червь» и homoios — «похожий». По наиболее распространенной версии оно дано по виду ползучей корневой системы у многих представителей этого рода, по альтернативной — за вьющийся «червеобразный» характер побегов многих видов ипомеи. Иногда растение упоминается под устаревшими ботаническими названиями, вошедшими в синонимику рода: фарбитис (Pharbitis), квамоклит (Quamoclit), луноцвет или калониктион (Calonyction) и некоторыми другими.
Садоводы иногда называют представителей рода обиходным названием вьюнок, хотя Вьюнок (Convolvulus) — другой род внутри семейства Вьюнковые (Convolvulaceae) с похожим обликом, или граммофончики, за сходство венчика цветков ипомеи с рупором граммофона.  В англоязычных источниках некоторые виды, в первую очередь Ipomoea violacea, обиходно называют англ. morning glory, что в русскоязычных материалах зачастую переводится как «утреннее сияние».
Видовой эпитет purga происходит от лат. purgo — «очищать». Ялапа в литературе также может встречаться под именем Exogonium purga (Wender., Benth.) и иногда относится к роду экзогониум (Exogonium).
Под именем ялапа известно также другое растение, применяемое для изготовления слабительных средств, — мирабилис ялапа.

## Описание
Имеет мясистое и сочное ползучее корневище, с клубневидно утолщёнными корнями (до 10 см).
Стебли многочисленные, частью наземные, частью подземные. Наземные стебли вьющиеся до 3 метров высотой, подземные стебли развивают придаточные клубневидные корни. Листья сердцевидные, заостренные. Цветки крупные, воронковидные, розовато-фиолетовые. Собраны по 1—3 на цветоносах в пазухах листьев. Чашечка пятилистная, тычинок 5; пестик с верхней, двугнездной, 4-семянной завязью. Плод — коробочка.

## Использование
Корни растения содержат 8-17 % ялапной (ялаповой) смолы и 3-5 % ялапина. Ялапная смола (Resina Jalapae), состоит в основном (95 %) из гликозида конволвулина, она оказывает местное раздражающее, а при продолжительном применении воспалительное действие на слизистую оболочку кишечника. Этим объясняется слабительное действие ялапного корня. Изготавливается из высушенных корней (клубней) растения, основной способ — экстракция спиртом. В дозировке 0,1—0,3 г в день применяется как слабительное средней силы действия, в дозировке 1—2 г на прием — как драстическое слабительное.
Слабительные свойства есть также у свежих цветов, порошок и эссенции из которых используются в гомеопатии.
Ялапа применялась ещё в медицине ацтеков.

## Распространение
Родина этого растения — Мексиканские Анды, где оно произрастает во влажных горных лесах на высоте 1200—2400 метров.
Культивируется как лекарственное растение в Мексике, в том числе близ одноимённого города Ялапа, по которому получил свое название (нем. Jalappa, исп. Jalapa). Культивируется также в Центральной Америке, Вест-Индии (Ямайка и др.), Индии, Цейлоне. Культивировался в Германии.